# Andreas Werckmeister
Andreas Werckmeister (Beneckenstein, 30 de novembre, 1645 – Halberstadt, 26 d'octubre, 1706) fou un organista i compositor alemany. Cursà les ensenyances de l'escola de Nordhausen i posteriorment les de Quedlinburg, completant la seva educació musical sota la direcció dels seus oncles Erik Christian i Erik Víctor, ambdós notables organistes. Des de 1696 ocupà la magistralia de l'església de Sant Martí, d'Halberstadt, que desenvolupà fins a la seva mort. No s'ha conservat de Werckmeister només que una sola obra musical, la col·lecció de peces per a violí, amb baix continu, titulada Musikalische Privatlust, publicada el 1689. En canvi les seves obres de teoria musical, editades a partir de 1681, foren nombroses i aconseguiren gran autoritat en la seva època.

## Obres principals
- Musicae mathematica hodegus curiosus, oder Richtiger musikalischer Wegweiser (tractat d'intervals);
- Der edlen Musik-Kunst Würde Gebrauch und Missbrauch (1691);
- Musikalische Temperatur, oder deutlicher und wahrer mathematischer Unterricht, wie man durch Anweisung des Monochordi ein Klavier, sonderlich die Orgelwerke, Positive, Regale, Spinetten und dgl. Wohltemperiert stimmen könne (1691), obra importantíssima des del punt de vista històric-musical, ja que és la primera que s'ocupa del temperament amb relacions constants;
- Cribrum musicum oder musikalisches Sieb (1700);
- Harmonologia musica, oder kurze Anleitung zur musikalischen Komposition (1700);
- Die norwendigsten Anmerkungen und Regeln, wie der Bassus continuus oder Generalbass wohl Könne traktiert werden;
- Musikalische Paradoxaldiskurse, oder ungemeine Vorstellungen, wie die Musik einen hohen und göttlichen Ursprung habe, etc.(1707).